# 安達長泰
安達 長泰（あだち ながやす）は、鎌倉時代前期の御家人。安達氏の一族で、安達時長の嫡男。通称は太郎。安達氏の庶流で、長泰の代から父の所領大曾禰荘（現在の山形県山形市）を由来とした大曾禰を名字とし、大曾禰長泰とも称される。
『吾妻鏡』の初見は嘉禄元年（1235年）6月、25歳の時に将軍頼経の御大堂供養で剱を持する役を担っている記事に見られる。寛元3年（1245年）に左衛門尉に任官。宝治元年（1247年）6月の宝治合戦では本家の安達義景らと共に三浦氏攻撃に出陣している。戦後の8月に幕府の立場を朝廷に説明するための使者を務め、建長元年（1249年）には引付衆に列した。建長6年（1254年）に上総介に任官された。以降、上総介は大曾禰氏一流の官職として固定した。
弘長2年（1262年）8月12日、52歳で没（『尊卑分脈』）。